# Sargento Benton
El Sargento Benton es un personaje de ficción de la serie británica de ciencia ficción Doctor Who interpretado por John Levene, era el oficial no comisionado sénior del contingente británico de UNIT. Apareció semi-regularmente en el programa de 1968 a 1975.

## Historia del personaje
Benton apareció por primera vez en el serial del Segundo Doctor The Invasion (1968), donde era un cabo de UNIT. Para su siguiente aparición en The Ambassadors of Death (1970) ya había sido promocionado a sargento, y formó rápidamente una estrecha relación con el Doctor, el capitán Mike Yates y el Brigadier Lethbridge-Stewart, quien solía llamar en primer lugar a Benton cuando necesitaba que se cumpliera alguna orden. El periplo de Benton en UNIT coincidió con las etapas del Tercer y Cuarto Doctor mientras este era su consejero científico.
Mientras estuvo en UNIT, Benton se enfrentó a varias invasiones alienígenas y también las tramas del Señor del Tiempo renegado conocido como El Amo. Benton fue siempre el ejemplo de un hombre con los pies en la tierra de la infantería británica, fiable, sencillo y con una buena dosis de sentido común. Cuando el Doctor le preguntó si iba a decir algo de que la TARDIS era más grande por dentro que por fuera (ya que todos lo decían), la respuesta clásica de Benton era "Bueno, eso es obvio, ¿no?" A pesar de no entender los entresijos de lo que hacía el Doctor o ninguna de sus explicaciones, Benton siempre seguía la palabra del Doctor y confiaba en él por defecto.
Poco se sabe de Benton fuera de su trabajo en UNIT, aparte de que tiene una hermana pequeña y que al parecer le gusta el baile de salón. De hecho, nunca se reveló su nombre en la serie. Benton era leal, no sólo al rango, sino a la gente con la que trabajaba, y no vacilaba en desobedecer órdenes para ayudarles (en Invasion of the Dinosaurs permitió al Doctor noquearle y "escapar" después de que este fuera acusado en falso). Flirteó brevemente con Jo Grant, la asistente del Tercer Doctor, y también con Sarah Jane Smith, pero nunca pareció ir más allá de bromas inocentes.
La última aparición de Benton en pantalla fue en The Android Invasion. En Mawdryn Undead, ambientada en 1983, el entonces retirado Brigadier Lethbridge-Stewart dijo que Benton abandonó el ejército británico en 1979 y se convirtió en vendedor de coches usados.
Como uno de los personajes recurrentes más populares de la serie, Benton suele ser listado como acompañante del Doctor, y de hecho se le lista así en el sitio web oficial de la BBC de Doctor Who. Sin embargo, no siempre se le ha listado así: en el libro de acompañantes de John Nathan-Turner, por ejemplo, se excluye a Benton.